# Zimbabwe ai Giochi della XXVIII Olimpiade
Lo Zimbabwe partecipò ai Giochi della XXVIII Olimpiade, svoltisi ad Atene, Grecia, dal 13 al 29 agosto 2004, con una delegazione di 12 atleti impegnati in quattro discipline.

## Medaglie
Medaglie d'oro
| Medaglia | Nome            | Sport | Evento                    |
| -------- | --------------- | ----- | ------------------------- |
| Oro      | Kirsty Coventry | Nuoto | 200 metri dorso femminili |

Medaglie d'argento
| Medaglia | Nome            | Sport | Evento                    |
| -------- | --------------- | ----- | ------------------------- |
| Argento  | Kirsty Coventry | Nuoto | 100 metri dorso femminili |

Medaglie di bronzo
| Medaglia | Nome            | Sport | Evento                    |
| -------- | --------------- | ----- | ------------------------- |
| Bronzo   | Kirsty Coventry | Nuoto | 200 metri misti femminili |

## Delegazione
| Sport            | Uomini | Donne | Totale |
| ---------------- | ------ | ----- | ------ |
| Atletica leggera | 5      | 1     | 6      |
| Nuoto            | 1      | 1     | 2      |
| Tennis           | 2      | 1     | 3      |
| Tiro             | 1      | -     | 1      |
| Totale           | 9      | 3     | 12     |

## Risultati

### Atletica leggera
| Q | Qualificato al turno successivo per la Classifica in qualificazione                                                          |
| q | Qualificato per il turno successivo per ripescaggio o, negli eventi su campo, conquistando la misura minima per qualificarsi |

Maschile
| Atleta                  | Evento      | Batteria  | Batteria   | Quarti di finale | Quarti di finale | Semifinale      | Semifinale      | Finale          | Finale          |
| Atleta                  | Evento      | Risultato | Classifica | Risultato        | Classifica       | Risultato       | Classifica      | Risultato       | Classifica      |
| ----------------------- | ----------- | --------- | ---------- | ---------------- | ---------------- | --------------- | --------------- | --------------- | --------------- |
| Brian Dzingai           | 200 m piani | 20"72     | 4º Q       | 20"87            | 5º               | non qualificato | non qualificato | non qualificato | non qualificato |
| Lewis Banda             | 400 m piani | 45"37     | 2º Q       | N.D.             | N.D.             | 45"23           | 4º              | non qualificato | non qualificato |
| Young Talkmore Nyongani | 400 m piani | 46"03     | 3º         | N.D.             | N.D.             | non qualificato | non qualificato | non qualificato | non qualificato |
| Lloyd Zvasiya           | 400 m piani | 47"19     | 6º         | N.D.             | N.D.             | non qualificato | non qualificato | non qualificato | non qualificato |
| Abel Chimukoko          | Maratona    | N.D.      | N.D.       | N.D.             | N.D.             | N.D.            | N.D.            | 2'22"09         | 48º             |

Femminile
| Atleta       | Evento      | Batteria  | Batteria   | Quarti di finale | Quarti di finale | Semifinale      | Semifinale      | Finale          | Finale          |
| Atleta       | Evento      | Risultato | Classifica | Risultato        | Classifica       | Risultato       | Classifica      | Risultato       | Classifica      |
| ------------ | ----------- | --------- | ---------- | ---------------- | ---------------- | --------------- | --------------- | --------------- | --------------- |
| Winneth Dube | 100 m piani | 11"56     | 6ª         | non qualificata  | non qualificata  | non qualificata | non qualificata | non qualificata | non qualificata |

### Nuoto
Maschile
| Atleta        | Evento      | Batteria  | Batteria   | Semifinale      | Semifinale      | Finale          | Finale          |
| Atleta        | Evento      | Risultato | Classifica | Risultato       | Classifica      | Risultato       | Classifica      |
| ------------- | ----------- | --------- | ---------- | --------------- | --------------- | --------------- | --------------- |
| Brendan Ashby | 100 m dorso | 58"91     | 39º        | non qualificato | non qualificato | non qualificato | non qualificato |

Femminile
| Atleta          | Evento          | Batteria  | Batteria   | Semifinale | Semifinale | Finale    | Finale     |
| Atleta          | Evento          | Risultato | Classifica | Risultato  | Classifica | Risultato | Classifica |
| --------------- | --------------- | --------- | ---------- | ---------- | ---------- | --------- | ---------- |
| Kirsty Coventry | 100 m dorso     | 1'01"60   | 4ª Q       | 1'01"21    | 7ª Q       | 1'00"50   | Argento    |
| Kirsty Coventry | 200 m dorso     | 2'12"49   | 3ª Q       | 2'10"04    | 2ª Q       | 2'09"19   | Oro        |
| Kirsty Coventry | 200 metri misti | 2'13"33   | 1ª Q       | 2'13"68    | 4ª Q       | 2'12"72   | Bronzo     |

### Tennis
Maschile
| Atleta                    | Evento | Trentaduesimi       | Sedicesimi                                 | Ottavi di finale                | Quarti di finale                   | Semifinali          | Finale / FB         | Finale / FB     |
| Atleta                    | Evento | Avversari Punteggio | Avversari Punteggio                        | Avversari Punteggio             | Avversari Punteggio                | Avversari Punteggio | Avversari Punteggio | Classifica      |
| ------------------------- | ------ | ------------------- | ------------------------------------------ | ------------------------------- | ---------------------------------- | ------------------- | ------------------- | --------------- |
| Wayne Black Kevin Ullyett | Doppio | N.D.                | Clément / Grosjean (FRA) V (5–7, 6–4, 9–7) | Sá / Saretta (BRA) V (6–3, 6–4) | Bhupathi / Paes (IND) P (4–6, 4–6) | non qualificati     | non qualificati     | non qualificati |

Femminile
| Atleta     | Evento  | Trentaduesimi                  | Sedicesimi                    | Ottavi di finale     | Quarti di finale     | Semifinali           | Finale / FB          | Finale / FB     |
| Atleta     | Evento  | Avversaria Punteggio           | Avversaria Punteggio          | Avversaria Punteggio | Avversaria Punteggio | Avversaria Punteggio | Avversaria Punteggio | Classifica      |
| ---------- | ------- | ------------------------------ | ----------------------------- | -------------------- | -------------------- | -------------------- | -------------------- | --------------- |
| Cara Black | Singolo | Pisnik (SLO) V (6–3, 5–7, 6–4) | Rubin (USA) P (4–6, 6–3, 3–6) | non qualificata      | non qualificata      | non qualificata      | non qualificata      | non qualificata |

### Tiro a segno/volo
Maschile
| Atleta         | Evento      | Qualificazioni | Qualificazioni | Finale          | Finale          |
| Atleta         | Evento      | Punti          | Classifica     | Punti           | Classifica      |
| -------------- | ----------- | -------------- | -------------- | --------------- | --------------- |
| Sean Nicholson | Double trap | 128            | 16º            | non qualificato | non qualificato |